# Ardisia picardae
Ardisia picardae là một loài thực vật có hoa trong họ Anh thảo. Loài này được Urb. ex Mez mô tả khoa học đầu tiên năm 1901.